# Tibor Polgár
Tibor Polgár [tybor polgár] (* 8. března 1951) je bývalý slovenský fotbalový brankář.

## Hráčská kariéra
V československé lize chytal za VSS Košice. Nastoupil ve 3 ligových utkáních.

### Prvoligová bilance
| Ročník          | Zápasy | Góly | Minuty | Nuly | Klub       |
| --------------- | ------ | ---- | ------ | ---- | ---------- |
| I. liga 1970/71 | 3      | 0    | 148    | 0    | VSS Košice |
| CELKEM          | 3      | 0    | 148    | 0    |            |